# Baptisternas världsallians
Baptisternas världsallians, engelska: Baptist World Alliance (BWA), är en internationell paraplyorganisation för samarbete mellan olika baptistiska trossamfund och missionsorganisationer. 

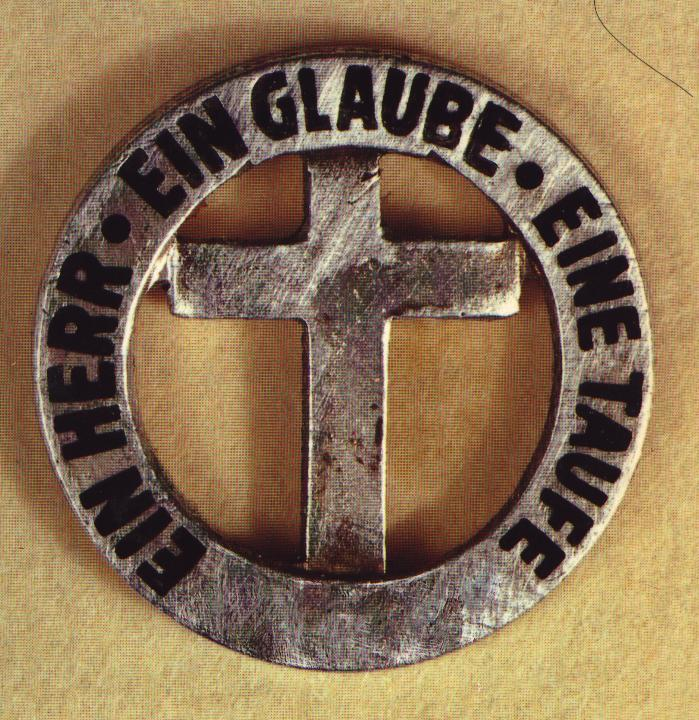
En herre, en tro, ett dop - en äldre nål (pin) från tyska baptister

BWA bildades 1905 i Exeter Hall i London under baptisternas första världskongress.
Sedan dess har BWA arrangerat ytterligare 19 världskongresser:
I Philadelphia 1911, Stockholm 1923, Toronto 1928, Berlin 1934, Atlanta 1939, Köpenhamn 1947, Cleveland 1950, London 1955, Rio de Janeiro 1960, Miami Beach 1965, Tokyo 1970, Stockholm 1975, Toronto 1980, Los Angeles 1985, Seoul 1990, Buenos Aires 1995, Melbourne 2000, Birmingham 2005 och Honolulu 2010.
BWA har idag 214 medlemskyrkor med närmare 36 miljoner troendedöpta medlemmar och driver bland annat en gemensam hjälporganisation, Baptist World Aid.
Motto: En Herre, en tro, ett dop.
Tidningsorgan: Baptist World (utkommer en gång i kvartalet). 
I Message from the Centenary Congress beskrivs den teologiska grunden för Baptisternas världsallians.
BWA:s nuvarande president är David Coffey. David Coffey gästade Sverige och Göteborgsmötet 2008 
Svenska Baptistsamfundet är medlem i BWA. Europeiska baptistfederationen (EBF) är ett av sex regionala sällskap i Baptisternas världsallians.